# 1982년 일본 자유민주당 총재 선거
1982년 자유민주당 총재 선거(일본어: 1982年自由民主党総裁選挙)는 1982년 11월 24일에 실시된 자유민주당 총재를 선출하기 위한 선거다.

## 과정
1982년 9월 28일 총재선거관리위원회가 차기 총재 선거 일정을 발표했다. 10월 1일 총리대신 스즈키 젠코는 중일국교정상화 10주년을 기념해 중국을 친선 방문했다가 귀국했다. 그리고 다음 날 『요미우리 신문』은 1면에 「스즈키, 재선 도전하기로 마음 굳혀」라는 기사를 냈다. 당내에서도 스즈키가 재선에 도전할 것이라고 누구나 생각하고 있었다.
그런데 12일 15시에 스즈키는 간사장 니카이도 스스무, 총무회장 다나카 다쓰오, 정무조사회장 다나카 로쿠스케, 참의원 의원회장 마치무라 긴고 등 당4역을 총리대신 관저로 불러 돌연 총재 선거에 출마하지 않겠다는 뜻을 전했다. 그 날 밤에 다나카 가쿠에이가 기자회견을 열어 "후계자는 나카소네다. 3일 후인 15일에 양원 의원 총회를 열어 결정하겠다"라고 발표했다. 사전 교섭에 나섰던 건 굉지회(스즈키파)의 간부인 다나카 로쿠스케였다고 한다. 나카소네 야스히로를 추대하겠다는 뜻이 결정되자 목요 클럽(다나카파) 내에서는 반발의 목소리도 있었다. 그러자 가네마루 신은 "보스가 희다고 말하면 검어도 흰 것이 되는 게 파벌이다"라며 이를 억눌렀다.
반주류파는 즉시 임전 태세에 들어갔다. 손놓고 있다가는 다나카의 주도하에 나카소네가 총리대신이 되고 니카이도는 간사장에 유임될 것이 뻔했기 때문이었다.
간부 협의에서 선거를 피하고 합의로 후계자를 정하자는 쪽으로 얘기가 모아지자 최고고문회의를 거쳐 스즈키, 니카이도, 그리고 최고고문을 대표해 후쿠다 다케오 등 3명이 합의에 나섰으나 합의 도출에 실패한 채 고시일인 16일을 맞이했다. 고육지책으로 선거관리위원장 하세가와 다카시 등이 고시가 있은 뒤에도 조정을 위해 1주일은 선거 활동을 금지한다는 방침을 제안하여 고시일 전날에 통과되었다.
16일에 나카소네, 고모토 도시오, 아베 신타로가 입후보했다. 중소 파벌을 이끌던 나카가와 이치로는 추천인 50명을 모으는 데 애를 먹었는데 목요 클럽 소속 의원 2명으로부터 명의만 빌리는 식으로 겨우 50명을 충족하는 데 성공해 뒤늦게 입후보했다. 입후보자가 4명이 되면서 당원과 당우에 의한 예비선거를 먼저 진행하는 것이 확정되었다. 4명은 간사장에게 다짐장을 제출했다.
목요 클럽, 굉지회, 정책과학연구소(나카소네파)는 일찌감치 나카소네 지지를 결정했다. 청화회(후쿠다파), 신정책연구회(고모토파), 자유혁신동우회(나카가와 그룹)는 오히라 마사요시 이래 지속되어 온 다나카의 영향력을 배제할 것을 요구하며 3자 회의나 당4역 회의를 열었지만 이렇다 할 성과를 거두지 못했다. 20일 저녁에 주류 3파벌과 중간파벌을 합쳐 252명의 의원들이 하루라도 빨리 재정을 내려야 한다고 주장했다.
그런데 22일에 국회대책위원장 다무라 하지메가 갑작스럽게 총리대신은 나카소네, 총재는 후쿠다로 하는 총총 분리안을 제안했다. 40일 항쟁 때 처음 등장했던 총총 분리안은 당시에는 받아들여지지 않았지만 이번엔 상황이 달랐다. 이미 날이 바뀌어 조정을 위해 벌어놓은 마지막 날짜가 되자 스즈키와 니카이도는 이를 받아들이기로 하고 후쿠다 설득에 나섰다. 이를 받아들인 후쿠다가 아베, 고모토, 나카가와에게 직접 설명해 양해를 구하는 데 성공했다. 그러자 니카이도가 나카소네를 총재실로 불러 결착이 났다고 전했다. 하지만 비주류파에게 유리했던 총총 분리안을 나카소네는 받아들일 수 없었고 잠시 자리를 떠서 비밀리에 부총재실로 가서 다나카에게 전화를 걸었다. 그리고 돌아온 나카소네는 의회민주주의에 반한다며 재정을 받아들이지 않았다. 그렇게 총총 분리안을 파탄났고 당4역은 더 이상의 조정이 무의미하다고 판단해 23일 아침에 선거 운동 금지를 해제한다고 선언했다.
11월 24일에 실시된 예비선거에서 나카소네가 1위, 고모토가 2위, 아베가 3위, 나카가와가 4위에 올랐고 상위 후보자 3명이 본선에 진출하게 됐다. 하지만 고모토와 아베가 본선 진출을 포기하고 사퇴하면서 나카소네의 당선이 확정되었다. 이 과정에서 다나카가 영향력을 행사했다는 건 주지의 사실로 이후 나카소네 내각은 다나카소네 내각이라는 조롱을 받으며 불안하게 출발해야 했다.

## 후보자
| 나카소네 야스히로                                                         | 고모토 도시오                                                                   | 아베 신타로                                                                        | 나카가와 이치로                                          |
|                                                                           |                                                                                 |                                                                                    |                                                          |
| 중의원 의원(14선, 군마현 제3구) 통상산업대신(1972-1974) 간사장(1974-1976) | 중의원 의원(13선, 효고현 제4구) 통상산업대신(1977-1978) 정무조사회장(1976-1979) | 중의원 의원(8선, 야마구치현 제1구) 통상산업대신(1981-현직) 정무조사회장(1979-1981) | 중의원 의원(7선, 홋카이도 제5구) 농림수산대신(1978-현직) |
| 정책과학연구소(나카소네파)                                                | 신정책연구회(고모토파)                                                          | 청화회(후쿠다파)                                                                   | 자유혁신동우회(나카가와 그룹)                            |
| 군마현                                                                    | 효고현                                                                          | 도쿄부                                                                             | 홋카이도                                                 |

## 결과
| 후보자            | 예비선거 득표수 | 본선거 득표수 |
| ----------------- | --------------- | ------------- |
| 나카소네 야스히로 | 559,673표       | 당선          |
| 고모토 도시오     | 265,078표       | 사퇴          |
| 아베 신타로       | 80,443표        | 사퇴          |
| 나카가와 이치로   | 66,041표        | -             |

## 참고 문헌
- 奥島貞雄 (2005년 9월 25일). 《自民党幹事長室の30年》. 中公文庫. 中央公論新社. ISBN 978-4122045934.
- 伊藤昌哉 (1983년 9월 26일). 《新・自民党戦国史》. 朝日ソノラマ. ISBN 978-4257031710.
- 立花隆 (2005년 8월 10일). 《政治と情念》. 文春文庫. 文藝春秋. ISBN 978-4167330187.